# جواو غابرييل فاسكونسيلوس
جواو غابرييل فاسكونسيلوس (بالبرتغالية: João Gabriel Vasconcellos) ممثل برازيلي ولد في ريو دي جانيرو 31 يوليو 1988.

## السيرة المهنية
تخرج من كازا داس آرتس دي لارانجيراس، وتحصل شهادة بكالوريوس في نظرية حول المسرح من جامعة في ريو دي جانيرو الاتحادية. قبل أن يصبح فاسكونسيلوس ممثلاً كان سباحًا وعارض أزياء، بعدها انتقل إلى ميلانو لمتابعة مهنته الأخيرة.
ظهر لأول مرة في دور السينما في 2009 بفِلم من البداية إلى النهاية من إخراج ابرانشيز الويزيو. جسدّ جواو غابرييل دور «فرانسيسكو» شاب مثلي الجنس الذي يكون في علاقة جنسية مع أخيه غير الشقيق «توماس» الذي يؤدي دوره رافائيل كاردوسو.
وشارك أيضًا في بطولة الفلم البرازيلي الساعات المبتذلة في دور «لاورو» الرسام الذي يمر بأزمة وجودية. وشارك لفترة طويلة في «أو دويلو» و«كومو فوسي كير سَيو كازامينتو».
خلال حضوره ورشة عمل «الفاعلون الدولي»، تم التعاقد ليكون مراسل برنامج يعرض على شبكة تلفزيون «جي إن تي» البرازيلية، وعمل أيضًا في سلسلة تلفزيونية باسم «دايلماس دي ديني» على نفس القناة. 

## حياته الشخصية
بدأ في مواعدة زميلته في المهنة تامي دي كالافيوري، في 2007. في عام 2010 غادر من بيت والديه وبدأوا في العيش معًا بشقة في بارا دا تيجوكا غير أن علاقتهما التي استمرت لأربع سنوات إنتهت في سنة 2011.

## فيلموغرافيا

### أفلام
| السنة | الاسم                       | الدور         | ملاحظات         |
| ----- | --------------------------- | ------------- | --------------- |
| 2009  | من البداية إلى النهاية      | فرانسيسكو     | في مرحلة البلوغ |
| 2011  | الساعات المبتذلة            | لاورو         |                 |
| 2015  | او دويلو                    | الملازم ماريو |                 |
| 2015  | كومو فوسي كير سَيو كازامينتو | جاكوينهو      |                 |

### تلفزيون
| السنة       | الاسم           | الدور     | القناة    |
| ----------- | --------------- | --------- | --------- |
| 2010        | فاي فيم         | مراسل     | جي إن تي  |
| 2011        | دايلماس دي ديني | دوتور شون | جي إن تي  |
| 2012        | أوس فيغورس      | لوكاس     | مولتيشوو  |
| 2013 - للآن | شيكيشيتس        | أرماندو   | إس بي تي  |
| 2013 - للآن | أو نيغوسيو      | أوغوستو   | إتش بي أو |
| 2013 - للآن | لو كنت في محلك  | ماركينيوس | فوكس      |

## مسرحيات
- الفودوامور
- عرين الجمال
- أشكال قصيرة
- آر آند جاي لشكسبير – الشباب توقف
- سالتيمبانكوس ترابالويس

## روابط خارجية
- جواو غابرييل فاسكونسيلوس على موقع IMDb (الإنجليزية)
- جواو غابرييل فاسكونسيلوس على موقع قاعدة بيانات الفيلم (الإنجليزية)